# ポンベ

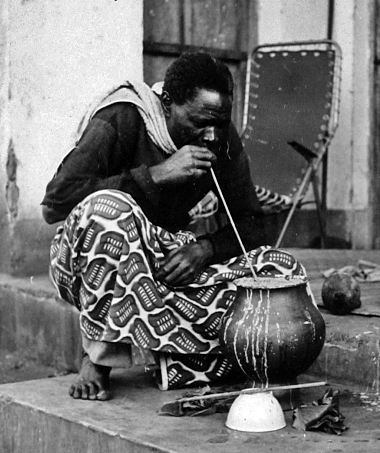
タンザニアのルングウェ県でポンベを飲む男性（1967年）

ポンベ（スワヒリ語: Pombe、ポルトガル語: Phombe）とは、アフリカで伝統的に作られてきた醸造酒の1種である。名称はスワヒリ語で「酒」を意味するPombeに由来する。ポルトガル語の綴りからフォンベと表記される場合もある。
ポンベは、サハラ砂漠以南のアフリカで飲用されるミレットビールの1種であり、キビやモロコシ、トウモロコシなどを原料として発酵したものである。
分裂酵母のシゾサッカロミセス・ポンベ（Schizosaccharomyces pombe）は、東アフリカで醸造されたポンベから分離されたものである。
2015年1月、モザンビークでポンベが原因による食中毒と思われる症状が発生し、少なくとも69人が死亡、200人が腹痛などを起こした。